# میامی نیو تایمز
میامی نیو تایمز (به انگلیسی: Miami New Times) یک مجلهٔ رایگان هفتگی است که هر پنجشنبه در میامی منتشر می‌شود. این مجله در درجهٔ اول در مناطق میامی انتشار می‌یابد و دفتر مرکزی آن در محله وینوود آرت میامی واقع شده‌است.
میامی نیو تایمز، در سال ۲۰۱۰، هنگامی که استخدام یک روسپی مرد برای همراهی در سفر اروپایی جرج آلن رکرز، فعال ضد همجنس‌خواهی، را فاش کرد، مورد توجه بین‌المللی قرار گرفت.